# Ferrari (film)
Pour les articles homonymes, voir Ferrari.
Pour plus de détails, voir Fiche technique et Distribution.
Ferrari est un film américain réalisé par Michael Mann, sorti en 2023.
Il s'agit d'un film biographique sur la vie du créateur et entrepreneur Enzo Ferrari, fondateur de Ferrari, la célèbre marque de voitures sportives italiennes.
Le film est présenté en « sélection officielle » à la Mostra de Venise 2023.

## Synopsis
1957. La vie de l’ancien pilote automobile Enzo Ferrari est en crise. La faillite menace l'entreprise que lui et sa femme Laura ont construite à partir de rien, dix ans plus tôt. Leur mariage est tempétueux notamment en raison de sa double vie aux côtés de Lina Lardi avec laquelle Enzo a eu un fils, Piero. Enzo est aussi marqué par le deuil de deux amis morts 24 ans plus tôt, Giuseppe Campari et Baconin Borzacchini dans un accident lors du Grand Prix de Monza en 1933, et surtout celui de son fils Dino, mort un an plus tôt à seulement 24 ans. Une course aux records contre Maserati le pousse à mettre en danger ses pilotes d'essai, comme Eugenio Castellotti, qui décède sous les yeux d'Enzo.
Après la mort de Castellotti, il engage un jeune pilote prometteur, Alfonso de Portago. Alors que la pression est colossale sur l'entreprise, Enzo décide de tout miser sur une seule course : l’emblématique Mille Miglia et ses 1 000 miles à travers l’Italie.

## Fiche technique
Sauf indication contraire, les informations mentionnées dans cette section peuvent être confirmées par la base de données cinématographiques IMDb,  présente dans la section « Liens externes ».
- Titre original : Ferrari
- Réalisation : Michael Mann
- Scénario : Troy Kennedy-Martin, d'après le livre Enzo Ferrari – The Man and the Machine de Brock Yates (en)
- Musique : Daniel Pemberton
- Photographie : Erik Messerschmidt
- Décors : Sophie Phillips
- Costumes : Massimo Cantini Parini
- Producteurs : John Lesher, Michael Mann, Thorsten Schumacher, Lars Sylvest, P.J. van Sandwijk, 
  - Producteurs délégués : Niels Juul, Gareth West
- Sociétés de production : Forward Pass, Storyteller Productions, Moto Productions, Rocket Science, Iervolino & Lady Bacardi Entertainment et Bliss Media ; en association avec Esme Grace Media/COIL
- Sociétés de distribution : Neon (États-Unis), STX Entertainment (international), Prime Vidéo (France), Elevation Pictures (Canada), The Searchers (Belgique)
- Budget : 90 millions de dollars[2]
- Format : couleur
- Pays de production :  États-Unis
- Langue originale : anglais
- Genre : drame biographique
- Durée : 130 minutes
- Dates de sortie :
  - Italie : 31 août 2023 (Mostra de Venise) ; 14 décembre 2023 (au cinéma)
  - États-Unis : 25 décembre 2023 (au cinéma)
  - Belgique : 14 février 2024 (au cinéma)
  - France : 8 mars 2024 (sur Prime Vidéo)

## Distribution
- Adam Driver (VF : Valentin Merlet ; VQ : Christian Perrault) : Enzo Ferrari
- Penélope Cruz (VF : Ethel Houbiers ; VQ : Viviane Pacal) : Laura Ferrari
- Shailene Woodley (VF : Jessica Monceau ; VQ : Eloisa Cervantes) : Lina Lardi
- Sarah Gadon (VF : Chloé Berthier) : Linda Christian
- Gabriel Leone (VF : Gauthier Battoue ; VQ : Maël Davan-Soulas) : Alfonso de Portago
- Jack O'Connell (VF : Donald Reignoux) : Peter Collins
- Patrick Dempsey (VF : Damien Boisseau) : Piero Taruffi
- Michele Savoia : Carlo Chiti
- Lino Musella : Sergio Scaglietti
- Domenico Fortunato : Adolfo Orsi
- Jacopo Bruno (VF : Nathan Mansuy) : Omer Orsi
- Giuseppe Attanasio (VF : Alexis Tomassian) : Romolo Tavoni
- Erik Haugen : Edmund « Gunner » Nelson
- Ben Collins : Stirling Moss
- Wyatt Carnell : Wolfgang von Trips
- Andrea Dolente (VF : Jérémy Bardeau) : Gino Rancati
- Giuseppe Bonifati (VF : Pierre Tessier ; VQ : Victor Naudet) : Giacomo Cuoghi
- Daniela Piperno (VF : Michèle Bardollet) : Adalgisa Ferrari
- Tommaso Basili : Gianni Agnelli
- Benedetto Benedettini : Alfredo « Dino » Ferrari
- Giuseppe Festinese : Piero Lardi
- Marino Franchitti : Eugenio Castellotti
- Valentina Bellè : Cecilia Manzini
- Jonathan Burteaux : Hussein de Jordanie

 Source et légende : version française (VF) sur RS Doublage et carton du doublage français ; version québécoise (VQ) sur Doublage.qc.ca

## Production

### Genèse et développement
Ferrari est un projet que Michael Mann voulait monter depuis des années. Il s'inspire du livre Enzo Ferrari – The Man and the Machine de Brock Yates, publié en 1991. En 1993, le cinéaste envisage Robert De Niro dans le rôle d'Enzo Ferrari. Le projet stagne et fait reparler de lui en 2002. Il évoluera un temps sur une autre voie pour devenir Le Mans 66 (2019), finalement réalisé par James Mangold et seulement produit par Michael Mann. En 2015, Michael Mann relance son projet et un tournage est évoqué pour 2016 avec Christian Bale dans le rôle d'Enzo Ferrari. Faute de financement, le film stagne à nouveau. Il est à nouveau mentionné en 2020, quand il est annoncé qu'un script a été finalisé et que Hugh Jackman est en négociation pour le rôle principal. Michael Mann espère alors un tournage en 2021 et cherche des financements au marché du film de Cannes en 2020.
Michael Mann précise que son film se focalise sur une partie de la vie de l'Italien :

« L’action se concentre sur les trois mois de l’été 1957. Ce n’est donc pas un biopic. Enzo Ferrari est un personnage romantique qui a voulu s’extraire de sa classe sociale (…) En 1957, la course automobile en est à ses débuts, ça reste un sport très meurtrier. En trois mois, la moitié des pilotes de l’écurie Ferrari a été décimée. Enzo voit son entreprise menacée de banqueroute. En parallèle, se joue l’avenir de sa famille car il mène une double vie. Il a une femme et des enfants cachés, il a perdu son fils, Dino. Amour, sexe, lutte de pouvoir, argent... La vie des Ferrari à ce moment-là, c’est un peu La traviata de Verdi ! »

— Michael Mann, Première, octobre 2022

### Attribution des rôles
En février 2022, la distribution principale est remaniée et finalisée : Adam Driver interprétera Enzo Ferrari. Penélope Cruz sa femme Laura, alors que Shailene Woodley sera sa maîtresse Lina Lardi.
En juillet 2022, Gabriel Leone, Sarah Gadon, Jack O'Connell ou encore Patrick Dempsey rejoignent eux aussi la distribution,.

### Tournage
Le tournage débute à l'été 2022 en Italie,,,, notamment dans les communes de Brescia, Fiorano Modenese, Maranello, Modena, Novellara et Reggio Emilia.

## Sortie et accueil

### Dates de sortie
En mai 2023, il est annoncé que le film sera présenté en avant-première mondiale à la Mostra de Venise 2023 en septembre 2023. Le film devrait sortir courant 2023, distribué dans les salles américaines par STXfilms avant une diffusion sur Showtime.
Le film devait initialement être distribué en salles sur le sol américain par STXfilms, avant une diffusion sur Showtime. Finalement, en juillet 2023, les droits de distribution pour l'Amérique du Nord sont acquis par Neon alors qu'A24 et une plateforme de streaming sont également concernés. La date du 25 décembre 2023 est annoncée pour les États-Unis. Au Royaume-Uni, le film sera diffusé sur Sky Cinema et Now en 2023. STX conserve les droits de distribution dans certains pays
En juin 2023, Prime Vidéo annonce que le film sortira directement sur sa plateforme en France.

### Critiques
Sur l'agrégateur américain Rotten Tomatoes, le film obtient 80% d'avis favorables pour 25 critiques et une note moyenne de 6,5/10. Sur Metacritic, le film obtient une moyenne de 74/100, pour 17 critiques collectées.
À la suite de la présentation à la Mostra de Venise 2023, le film reçoit des critiques plutôt mitigées. Un journaliste du site Deadline.com écrit notamment : « Le résultat est une bête étrangement insipide, un regard introspectif sur Enzo Ferrari au moment où son entreprise a explosé, son mariage a failli imploser et une série d'accidents mortels ont affiché son nom sur les journaux pour de mauvaises raisons. Il y a des choses importantes, bien sûr, mais la performance gnomique et bizarrement sans émotion d'Adam Driver n'aide pas à s'impliquer pour ce personnage profondément égocentrique. » Pour The Guardian « le film est une combinaison austère et impétueuse étrange, mettant rarement le pied au plancher. Il présente des scènes de course impressionnantes et assourdissantes, se déroulant à cette époque extraordinaire où il n'y avait aucune sécurité ni pour les pilotes ni pour la foule derrière les bottes de paille (ou derrière rien du tout). Mais cela ne prend vraiment vie que dans les moments de pure horreur. » Pour The Wrap « Le premier film de Mann en huit ans est parfois bouleversant, mais il est difficile d'ignorer les craquelures du scénario. [...] Le biopic de Mann marque également un changement formel vers un style de composition plus classique. Le film abandonne l'expérimentation numérique qui a coloré les quatre derniers films de Mann pour quelque chose de plus proche du ton et du tempo de la télévision de prestige – du moins jusqu'à ce que les moteurs rugissent. »

## Distinction

### Sélection
- Mostra de Venise 2023 : en compétition officielle

### Nominations
- BAFTA 2024 : Meilleur son